# Федорук Олександр Степанович
Олекса́ндр Степа́нович Федору́к — український уролог. Доктор медичних наук. Професор.

## Біографічні відомості
2001 року захистив докторську дисертацію «Патогенетичне обґрунтування удосконалення шляхів попередження, діагностики та лікування синдрому гострої ниркової недостатності у хворих урологічного профілю».
Професор кафедри хірургії та урології Буковинського державного медичного університету.